# Variabile PV Telescopii
Una variabile PV Telescopii è un tipo di stella variabile pulsante caratterizzata da linee spettrali dell'idrogeno più deboli della norma, e per contro, delle forti linee dell'elio e del carbonio. Queste variabili sono supergiganti di classe spettrale Bp, che, rispetto ad altre stelle di tipo B, presentano una carenza di idrogeno, mentre l'elio e il carbonio sono più abbondanti della norma.
Il General Catalogue of Variable Stars classifica queste stelle con la sigla PVTEL e il prototipo di questo tipo di variabili è PV Telescopii, una supergigante blu che mostra piccole ma complesse variazioni della luminosità e delle fluttuazioni della velocità radiale in un arco di tempo che va dalle poche ore a diversi anni. Al 2008 si conoscono 12 variabili di questo tipo.